# Prix Africa 35.35
 (juin 2021).
 (juin 2021).
Si vous disposez d'ouvrages ou d'articles de référence ou si vous connaissez des sites web de qualité traitant du thème abordé ici, merci de compléter l'article en donnant les références utiles à sa vérifiabilité et en les liant à la section « Notes et références ».
 (juin 2021).
La mise en forme du texte ne suit pas les recommandations de Wikipédia : il faut le « wikifier ».
Les points d'amélioration suivants sont les cas les plus fréquents. Le détail des points à revoir est peut-être précisé sur la page de discussion.
- Les titres sont pré-formatés par le logiciel. Ils ne sont ni en capitales, ni en gras.
- Le texte ne doit pas être écrit en capitales (les noms de famille non plus), ni en gras, ni en italique, ni en « petit »…
- Le gras n'est utilisé que pour surligner le titre de l'article dans l'introduction, une seule fois.
- L'italique est rarement utilisé : mots en langue étrangère, titres d'œuvres, noms de bateaux, etc.
- Les citations ne sont pas en italique mais en corps de texte normal. Elles sont entourées par des guillemets français : « et ».
- Les listes à puces sont à éviter, des paragraphes rédigés étant largement préférés. Les tableaux sont à réserver à la présentation de données structurées (résultats, etc.).
- Les appels de note de bas de page (petits chiffres en exposant, introduits par l'outil «  Source ») sont à placer entre la fin de phrase et le point final[comme ça].
- Les liens internes (vers d'autres articles de Wikipédia) sont à choisir avec parcimonie. Créez des liens vers des articles approfondissant le sujet. Les termes génériques sans rapport avec le sujet sont à éviter, ainsi que les répétitions de liens vers un même terme.
- Les liens externes sont à placer uniquement dans une section « Liens externes », à la fin de l'article. Ces liens sont à choisir avec parcimonie suivant les règles définies. Si un lien sert de source à l'article, son insertion dans le texte est à faire par les notes de bas de page.
- La présentation des références doit suivre les conventions bibliographiques. Il est recommandé d'utiliser les modèles {{Ouvrage}}, {{Chapitre}}, {{Article}}, {{Lien web}} et/ou {{Bibliographie}}. Le mode d'édition visuel peut mettre en forme automatiquement les références.
- Insérer une infobox (cadre d'informations à droite) n'est pas obligatoire pour parachever la mise en page.

Pour une aide détaillée, merci de consulter Aide:Wikification.
Si vous pensez que ces points ont été résolus, vous pouvez retirer ce bandeau et améliorer la mise en forme d'un autre article.
Les Prix Africa 35.35 (anciennement appelé les prix francophonie 35.35), sont des récompenses décernées chaque année à 35 jeunes Africains membres de la diaspora africaine, âgés d’au plus 35 ans, pour célébrer l’excellence de la jeunesse à travers le monde.
Les Prix Africa 35.35 sont à l’initiative de l'Association 35.35, une organisation panafricaine de jeunes professionnels présente dans 30 pays africains, fondée par Richard Seshie. Les Prix Africa 35.35 sont réalisés avec le concours de plusieurs partenaires institutionnels et des médias. L’objectif de ces prix est de célébrer l'excellence et encourager le dépassement personnel en mettant à l’honneur 35 talents âgés de 16 à 35 ans. 
Les profils éligibles sont variés, cela peut être des chefs ou des cadres d'entreprise, des innovateurs, des chercheurs, des artistes ou encore des écrivains.
Depuis 2016, plus de 181 lauréats de 32 pays ont ainsi été primés. Les prix Africa 35.35 sont considérés comme « le prix destiné à la jeunesse bénéficiant d'une grande aura et le mieux accueilli sur le continent »,,.

## Histoire
Instauré depuis 2016, les prix Africa 35.35 récompensent chaque année en moyenne 35 jeunes sur 500. Les lauréats sont choisis par un jury en fonction de la pertinence et de l'impact de leur action sur la société.

## Palmarès

### Africa 35.35 2020[5]
Contrairement aux précédentes éditions, la cinquième éditions des prix Africa 35.35 s'est faite en ligne en raison de la crise sanitaire.
Lauréats :
Personnalité TV/Radio
- Canary Mugume, Ouganda
- Ruth Kadiri (acteur/actrice), Nigéria

Musique
- Lily Banda, Malawi

Plaidoyer et action communautaire
- Mohamed Amine Zariat[7],[8], Maroc « Un programme d’employabilité des jeunes par le sport en Afrique »
- Banice Mbuki Mburu et Martha Nerima Wako, Kenya « Pour une meilleure représentativité des jeunes »
- Adjovi Evenunye Sodokin,Togo « Combattre le cancer du sein »

Agriculture et agri-business
- Otaigo Elisha et Diana Orembe, Tanzanie « Pour une pisciculture durable et plus rentable »
- Anthony Ebitimi Owei, Nigeria « J’agis pour un système agro pastoral durable et inclusif »
- Fatimé Soukar Térab, Tchad « Apporter un plus au Tchad me motive vers l’agroalimentaire »[9],[10].
- N’guessan Koffi Jacques Olivier, Côte d’Ivoire « Du charbon écologique et du cuir grâce aux déchets agricoles »

Arts, culture et mode
- Joma Fidelis Tinnah, « Le courage d’avancer » Madagascar
- Badr Moutaz et Ibtissam El Mabchour, Maroc « Consolider le vivre ensemble grâce à l’art de rue »
- John Kabiye Kalenga, Zambie « Le skateboard, un rempart contre la délinquance »

Education
- Isaac Oladipupo, Nigeria « Une éducation pour tous par le digital »
- Toluwalase Awoyemi, Nigeria « Propulser les intelligences Africaines à l’étranger »
- Franck Kié, Côte d’Ivoire ‘’J’ai toujours eu une passion pour apporter ma contribution au développement de mon continent’’
- Koi Abycè Charles, Côte d’Ivoire « Nous constatons avec amertume que bon nombre d’adolescents s’adonnent à des divertissements malsains. »

Entrepreneuriat
- Mohamed Dhaouafi, Tunisie « Redonner espoir avec une prothèse »
- Fadima Diawara, Guinée « Le smartphone qui fait bouger l’Afrique »
- Amadou Mohamed Fofana, Côte d’Ivoire « Faire éclore des champions nationaux »

Influenceur et personnalité internet
- Tosin Ajibade, Nigeria « L’autre Super Woman de la blogosphère nigériane »
- Mouhamadou Ndiaye « Dudu fait des vidéos », Sénégal « Je mets en scène tout ce que font les Sénégalais. Quand ils voient mes vidéos ils se voient dedans. Il y a beaucoup de danse, de parodies musicales »
- Cynthia Nafula Nyongesa, Kenya « Le web entrepreneuriat pour le changement social »

Entrepreneuriat dans les médias
- Emmanuel Agbeko Gamor et Zinhle Mkhabela, Afrique du Sud « Pour une éducation performante et démocratisée »
- Yandile Nuku, Botswana « Plus de femmes à la tête des médias »
- Francis Yushau Brown, Ghana « AnimaxFYB Studios: naissance d’une nouvelle cinématographie Africaine »

Service public
- Emma Theofelus, Namibie « faire confiance à la jeunesse Africaine »
- Zukiswa Nolubabalo Mqolomba, Afrique du Sud « Un entrepreneuriat social pour le développement inclusif »
- Yacine Oualid, Algérie « Faire de l’Algérie une start-up nation »

Technologie
- Yele Bademosi et Dayo KOLEOWO, Nigeria « Investir dans de jeunes pousses, futurs géants du numérique en Afrique. »
- Andron Mendes, Tanzanie “Je suis ravi du chemin parcouru et tout aussi exubérant que notre technologie va être révolutionnaire et aider à protéger l’environnement”
- Hassan Bourgi et Régis Bamba, Côte d’Ivoire « Les banques traditionnelles ne pouvaient plus répondre à nos besoins et surement à celui de millions de personnes dans la région. Adieu la frustration »

#### Le super prix de la jeune femme Africaine de l'année
- Aya Chebbi,Tunisie « Porter tout haut la voix de la jeunesse Africaine »

#### Le super prix du jeune Africain de l'année
- Joseph-Olivier Biley, Côte d’Ivoire « L’agro technologie pour booster la productivité »
- Prix spéciaux “remarquable pour l’afrique”
- Ameyaw Kissi-Debrah, Ghana « Devenir entrepreneur en se donnant les moyens d’y arriver »
- Jérôme Munyangi, Congo RDC « Intégrer l’artemisia comme un remède à des maladies »
- Divina Stella Malloum, Cameroun[11] « Un engagement jeune et puissant »

### Africa 35.35 2019[12]
Interprétation cinéma
- Halimatou Gadji, Sénégal
- Rahama Sadau, Nigéria

Plaidoyer et action communautaire
- Elijah Amoo Addo, Ghana[13].
- Ismaila Badji, Sénégal
- Kayumba Chiwele, Zambie
- Uche Kenneth Udekwe, Nigéria

Agriculture et agri-business
- Affiong Williams, Nigéria
- Joseph-Olivier Biley, Côte d’Ivoire
- Steeve Camara, Côte d’Ivoire
- Palenfo Faïçal Abdoul Wakil, Burkina Faso

Arts, culture et mode
- Akinse Fela Buyi, Nigéria
- Aline Savadogo, Burkina Faso
- Lassina Koné, Mali
- Orphélie Thalmas, Côte d’Ivoire

Blog et innovation média
- Ansoumane Mory Mara, Guinée/Maroc
- Basseratou Kindo, Burkina Faso[14]
- Chedjou Kamdem, Cameroun
- Diène Angélique et Diène Stéphane Pierre, Sénégal/Canada
- Milo Milfort, Haiti

Education
- Daraja Haidara, Mali
- Izzy Obeng, Angleterre
- Oscar Obiora Udebuana, Nigéria

Entrepreneuriat
- Chidi Nwaogu, Nigéria
- Jorge Appiah, Ghana
- Kimberly Addison et Priscilla Addison, Ghana
- Saif Eddine Laalej, Maroc[15]

Entrepreneuriat dans les médias
- Fatoumata Coulibaly Koné, Côte d'Ivoire/Burkina Faso
- John Haule, Tanzanie
- Mensah Thierry Koffi, Côte d’Ivoire

Personnalité TV/Radio
- Camille Segnigbinde, Bénin
- Chinemenma Umeseaka, a.k.a Chichi, Nigéria
- Daniel Githinji Mwangi a.k.a Mbusii na Lion, Kenya
- Serwaa Amihere, Ghana

Service public
- Isabelle Vovor, Côte d’Ivoire
- Lolan Sagoe-Moses, Ghana
- Stévy-Ferry Wallace, Bénin

Technologie
- Djafalo Esso Dong, Togo/Bénin
- Funkola Odeleye, Nigéria
- Dzembouong Gyslain, Cameroun
- Mansata Kurang, Gambie/Royaume-Uni

Cadre d'entreprise
- Modou Njie, Gambie

Musique
- Kuami Eugene, Ghana

.

### Africa 35.35 2018
Agriculture et agri-business
- Alimatou Diagne, Sénégal
- Parfait Djimnade, Tchad
- Sausthène Guy Ehui

Arts, culture et mode
- Ndèye Fatou Kane, Sénégal
- Pehah Jacques Soro, Cote d’Ivoire
- Séidou Barassounon, Bénin

Blog inflence digitale et innovation média
- Danny Izinga, RDC
- Grebet O'plérou Luc Denis, Cote d’Ivoire
- Laetitia Ky, Cote d’Ivoire

Dirigeant d'entreprise
- Carole Attoungbre, Côte d’Ivoire
- Néné Keita, France/Mali
- Souleymane Biteye, Sénégal

Education
- Lamine Barro, Côte d’Ivoire
- Madjiarebaye Jonathan, Tchad
- Marx Elvis Godjo, Bénin

Entrepreneuriat
- Bertin Dakouo, Mali
- Mariam Kourouma, Guinée
- Philippe Nkouaya, Cameroun
- Vèna Arielle Ahouansou, Bénin

Environnement
- Gado Bemah, Togo

Interpretation cinéma
- Ivanne Beke Niaba alias Yvidero, Côte d’Ivoire
- Aminata Sylla, Guinée
- Marie Christine Beugré, Cote d’Ivoire

Musique
- Josey Priscille Gnakrou alias Josey, Cote d’Ivoire

Personnalité internet, radio et média
- Hanse Charly Mougniengou alias Charly Tchatch, Gabon
- Ibo Laure Prisca alias Prissy La dégammeuse, Cote d’Ivoire
- Jean Michel Onnin, Côte d’Ivoire

Plaidoyer et société civile
- Johanna Sylvain Joseph, Haïti
- Leattytia Badibanga, Canada
- Manuella Ollo, Côte d’Ivoire

Service public
- Bayédjê Roland Alavo, Bénin
- Fabiola Mizero Ngirabatware, Canada/Rwanda
- Tounkara Sokona, Mali

Prix spéciaux élan pour la jeunesse
- Alexandra Amon, Côte d’Ivoire
- Fodé Kaera Yattabare, Côte d’Ivoire
- Kahi Lumumba, RDC
- Sidi-Mohamed Dhaker, Mauritanie

Technologie
- Kevin Sesse, Cote d’Ivoire
- Vincent Onana Binyegui, Cameroun
- Youssouf Ballo, France/Cote d’Ivoire

### Africa 35.35 2017
Agriculture et agri-business
- Régis Ezin (BENIN) : «  Dayélian est le nouveau Coca-Cola  »
- Flavien Simo Kouatcha (Cameroun): «  Révolutionner l’Agriculture Africaine avec l’aquaponie  »
- Dicko Sy (Sénégal) : «  Diffuser les meilleures techniques agricoles  »

Arts, culture et mode
- Paule-Marie Assandre (Côte d'Ivoire) : «  S’accepter soi-même  »
- Patrick Ivan Coulibaly dit Patrick Edooard Kitan (Côte d'Ivoire) : « Mettre en avant la richesse de la culture urbaine et de la mode Africaine  »
- Géraldine Vovor (Côte d'Ivoire) : «  Montrer l’Afrique d’ici et d’ailleurs qui bouge  »

Blog et innovation média
- Aliou Mamadou Diallo (Guinée): «  Montrer les entrepreneurs qui font bouger l’Afrique  »
- Inoussa Maïga (Burkina Faso) et Nawsheen Hosenally (ILE MAURICE) : «  Rendre l’agriculture tendance auprès des jeunes  »
- Sarah Mesbahi (BELGIQUE) : «  Mettre en valeur le patrimoine chocolatier de la francophonie  »

Cadre d'entreprise et entrapreneuriat
- Ramatoulaye Bocoum (Sénégal): « Des cheveux soignés avec des produits capillaires du terroir »
- Ibrahima Thierno Diallo (Guinée): « Basculer la Guinée vers le tout-numérique »
- Djibril Abdoul Diop (MAURITANIE): « La Jeunesse dynamique de Mauritanie a son évènement! »

Environnement
- Yebhe Mamadou Bah (Guinée): «  Electrifier l’Afrique par des mini-éoliennes  »

Innovation sociale
- Evariste Akoumian (Côte d'Ivoire) : «  S’éduquer même sans lumière dans les zones rurales  »
- Rania Belkahia (France/Maroc) : «  Révolutionner le secteur du e-commerce et du transfert d’argent à la fois  »
- Vanessa Zommi Kungne (Cameroun) : «  Redonner du mieux-être aux diabétiques  »

Interpretation cinéma
- Michelle Dybèle (France/Centrafrique) : «  S’épanouir dans le cinéma  »
- Prudence Maidou (France/Centrafrique) :«  Viser toujours plus haut  »
- Kadhy Touré (Côte d'Ivoire) : «  Redonner au cinéma ivoirien une nouvelle impulsion  »

Musique
- Sidiki Diabaté (Mali): « La musique du Mali sur la scène mondiale »
- Marie-Angélique Mbene Dione, (Sénégal): « Rehausser la musique Africaine »
- DJ Kerozen (Côte d'Ivoire): « Se réinventer dans la musique ivoirienne »

Personnalité radio, tv ou internet
- Michel Joseph (HAITI): « Haïti aux mille facettes »
- Latyf-Kader Koné « Papounigang », (Côte d'Ivoire): « L’apôtre de l’humour à l’ivoirienne »
- Konnie Touré (Côte d'Ivoire), 35 ans: « Faire communier la Cote d’Ivoire par la magie de son micro »

Plaidoyer et société civile
- Abdourahmane Baldé, et Fanta Kaoutar Camara (Guinée): « La politique appartient aussi aux jeunes »
- Jacques Daouda (Sénégal): « Accompagner l’éducation et la formation des jeunes d’Afrique de l’Ouest »
- André Blondel Tonleu (Canada): « Lutter contre les discours de haine et la discrimination »

Service public
- Naïr Abakar (Tchad): « Orienter les jeunes Africains vers les opportunités de demain »
- Julien Achille Agbé (Côte d'Ivoire): « Combattre l’analphabétisme financier par l’éducation financière »
- Daniel Oulaï (Côte d'Ivoire): « Répertorier et préserver la diversité génétique des plantes Africaines »

Technologie
- Paul Boris Kokreu (Côte d'Ivoire): « Une Sirène Scolaire qui se déclenche à distance »
- Samuel Sevi Gbekpon (Côte d'Ivoire): « Innover pour les planteurs d’hévéa dans le monde »
- Edouard Claude Oussou (Gabon): « Garantir la réussite scolaire pour tous »

### Africa 35.35 2016
Agriculture et agri-business
- Koné Gninlnagnon, Katio-Akpa, Côte d’Ivoire
- Kpante Gambah Labopou, Choco Togo, Togo
- Zodome Gildas, Bio Phyto, Bénin

Appui à l'entrepreneuriat
- Birane Babacar, Concree, Sénégal
- Tiburce Chaffa, Formation et coaching, Bénin
- ObinGuiako, Baby Lab, Côte d’Ivoire

Blog et innovation media
- Guebo Israël Yoroba, Avenue 225.com, Côte d’Ivoire
- Katche Corinne, MyAfroWeek.com, France.
- Kouamé Ouattara Amie, Ayanawebzine, Côte d’Ivoire

Culture et divertissement
- Marie Esther Dupont, Serenade, Haïti/Etats-Unis
- Nowak Jan, Drameducation, Pologne
- Kakou Fonou N’Guessan Rosine (alias Yehni Djidji), 225nouvelles.com, Côte d’Ivoire

Dirigeant et manager
- Barry Mamadou Bailo et Chaikou Ahmed Tidiane Balde, Destin en Main, Guinée
- Dosso Moussa Kofamos, ‘‘Top 10 de la Mode ivoirienne’’, Côte d’Ivoire
- N’Zore Kouadio N’Doli Germain, Douce Mer, Côte d’Ivoire

Entrepreneuriat
- Bakayoko Mohamed Lamine, Groupe Avva, Côte d’Ivoire
- Vangsy Goma, Africab, Congo/Côte d’Ivoire
- Hamidou Abdoulaye Nafissa, production d’aliments pour bétail, Niger

Entrepreneuriat social
- Hien Kouamé Christelle, Oniveau, Côte d’Ivoire
- Lalaye Didier, dépistage et prise en charge de la Bilharziose, Tchad/Hollande
- Tiam Calvin, projet TECO², Burkina Faso

Plaidoyer et activisme
- Birwe Habmo, Le droit de tous à migrer, Cameroun/Belgique
- Neeleshwar Urjoon, Education des aveugles, Ile Maurice
- Yousra N’diaye, Mouvement Zohoura, Tchad

Service public
- Idoniyi Adémola Alexis, parlement des jeunes du Bénin (PJB), Bénin
- Kadio Kadio Eric, Union des jeunes parlementaires Africains, (UJPA), Côte d’Ivoire/Maroc
- Lawani Abdelaziz, lutte contre les pratiques illégales non durables, Bénin/USA

Technologie
- Aubin N’Goua, Solar Box, Gabon
- Poueme Serge, Camidus, Cameroun
- Aminata SOW, Genius Family, Sénégal

#### COUP DE CŒUR
- Berthe Wothian Hossein, vétérinaire, Côte d’Ivoire
- Kebe Fatoumata, astronaute, Mali/France
- Nguyen Giang Huong, bibliothécaire, Vietnam/France